# Shorea macroptera
Espèce
Statut de conservation UICN

 LC  : Préoccupation mineure
Shorea macroptera est une espèce de plantes de la famille des Dipterocarpaceae.

## Liste des sous-espèces
Selon Catalogue of Life (12 avril 2019) :
- sous-espèce Shorea macroptera subsp. baillonii
- sous-espèce Shorea macroptera subsp. macroptera
- sous-espèce Shorea macroptera subsp. macropterifolia
- sous-espèce Shorea macroptera subsp. sandakanensis

Selon NCBI (12 avril 2019) :
- sous-espèce Shorea macroptera subsp. baillonii King
- sous-espèce Shorea macroptera subsp. macropterifolia P.S.Ashton
- sous-espèce Shorea macroptera subsp. sandakanensis (Symington) P.S.Ashton

## Publication originale
- The Flora of British India 1: 308. 1874.